# Henry Jones
Henry Jones (1 de agosto de 1912 - 17 de mayo de 1999) fue un actor teatral y cinematográfico estadounidense.

## Biografía
Su nombre completo era Henry Burk Jones, y nació en Nueva Jersey pero se crio en Filadelfia, Pensilvania. Sus padres eran Helen Burk y John Francis Xavier Jones, y su abuelo fue Henry Burk, componente de la Cámara de Representantes de los Estados Unidos elegido por Pensilvania. Jones estudió en la Saint Joseph's Preparatory School, centro regido por la Compañía de Jesús.
Jones es recordado por su papel del manitas Leroy Jessup en la película La mala semilla (1956), un papel que él interpretó en el circuito de Broadway. Otros de sus trabajos teatrales tuvieron lugar en las obras My Sister Eileen, Hamlet, El momento de tu vida, They Knew What They Wanted, The Solid Gold Cadillac, y Sunrise at Campobello, actuación por la cual ganó un Premio Tony. 
Jones actuó en más de 180 películas y programas televisivos. Entre sus trabajos para el cine figuran The Girl Can't Help It, 3:10 to Yuma, Will Success Spoil Rock Hunter? (Una mujer de cuidado), Vertigo, Cash McCall (El potentado), The Bramble Bush (El zarzal), Butch Cassidy and the Sundance Kid, Dirty Dingus Magee, Support Your Local Gunfighter (Látigo), y Arachnophobia (Aracnofobia).   
Para la televisión, Jones actuó en las series Alfred Hitchcock Presents, The Eleventh Hour, Channing, Phyllis, Galería Nocturna, Emergency!,  Gunsmoke, The Twilight Zone, y The George Burns and Gracie Allen Show. Además, fue el primo del Dr. Smith en un episodio de 1966 de la serie Perdidos en el Espacio, Curse Of Cousin Smith, y tuvo una gran actuación junto a R.J. Hoferkamp en la película para televisión de género western, Something for a Lonely Man de 1968. 
Henry Jones falleció a causa de las complicaciones surgidas tras sufrir una caída en Los Ángeles, California, en 1999. Tenía 86 años de edad.